# All India Majlis-e-Ittehadul Muslimen
All India Majlis-e-Ittehadul Muslimen (AIMIN, en español Asamblea de la Unión de los Musulmanes de Toda India; Urdú: کل ہند مجلس اتحاد المسلمين Kul Hind Majelis-e-Ittehadol Muslimeen) es un partido político islámico en la India. Su base es la ciudad vieja de Hyderabad en Andhra Pradesh.
En las elecciones al Lok Sabha en 2004 el partido ganó un escaño. El partido ha tenido este escaño desde 1984. Entre 1984 y 2004 el diputado del partido fue Sultan Salahuddin Owaisi, presidente de la AIMIM, pero antes de las elecciones de 2004 Owaisi dejó el cargo a su hijo Asaduddin Owaisi.
En las elecciones estatales en Andhra Pradesh en 2004 AIMIM propuso siete candidatos, entre ellos cuatro fueron elegidos. AIMIM tiene 36 escaños (entre 100) en el ayuntamiento de Hyderabad.
AIMIM tiene raíces de los días del Nizam. Fue fundado por Bahadur Yar Jung en 1927 como un partido pro-Nizam. Majlis estaba en favor de que estado de Hyderabad sería un estado musulmán independiente. Se organizaba una fuerza paramilitar, los Razakars. Alrededor de 150.000 hombres fueron movilizados en la milicia razakar, que luchaba contra los comunistas y contra la integración de Hyderabad con la India. Después de la integración con India en 1948 Majlis fue illegalizada y su líder, Qasim Razvi, encarcelado. En 1957 Razvi fue deportado a Pakistán.
En 1957 se reorganizó al Majlis. Hoy el partido trata de alejarse de su origen histórico. La nueva constitución del partido reconoce Hyderabad como parte de la India, y se añadió "All India" en el nombre del partido para declarar su posición en el tema nacional.
Un grupo disidente que causaba problemas durante los 1990 es el Majlis Bachao Tehreek. El 13 de septiembre de 2001 el líder de AIMIM en las asamblea de Andhra Pradesh estaba en contra de una condena por los ataques del 11 de septiembre.
- Datos: Q2837501
- Multimedia: All India Majlis-e-Ittehadul Muslimeen / Q2837501